# Lateranmuseum

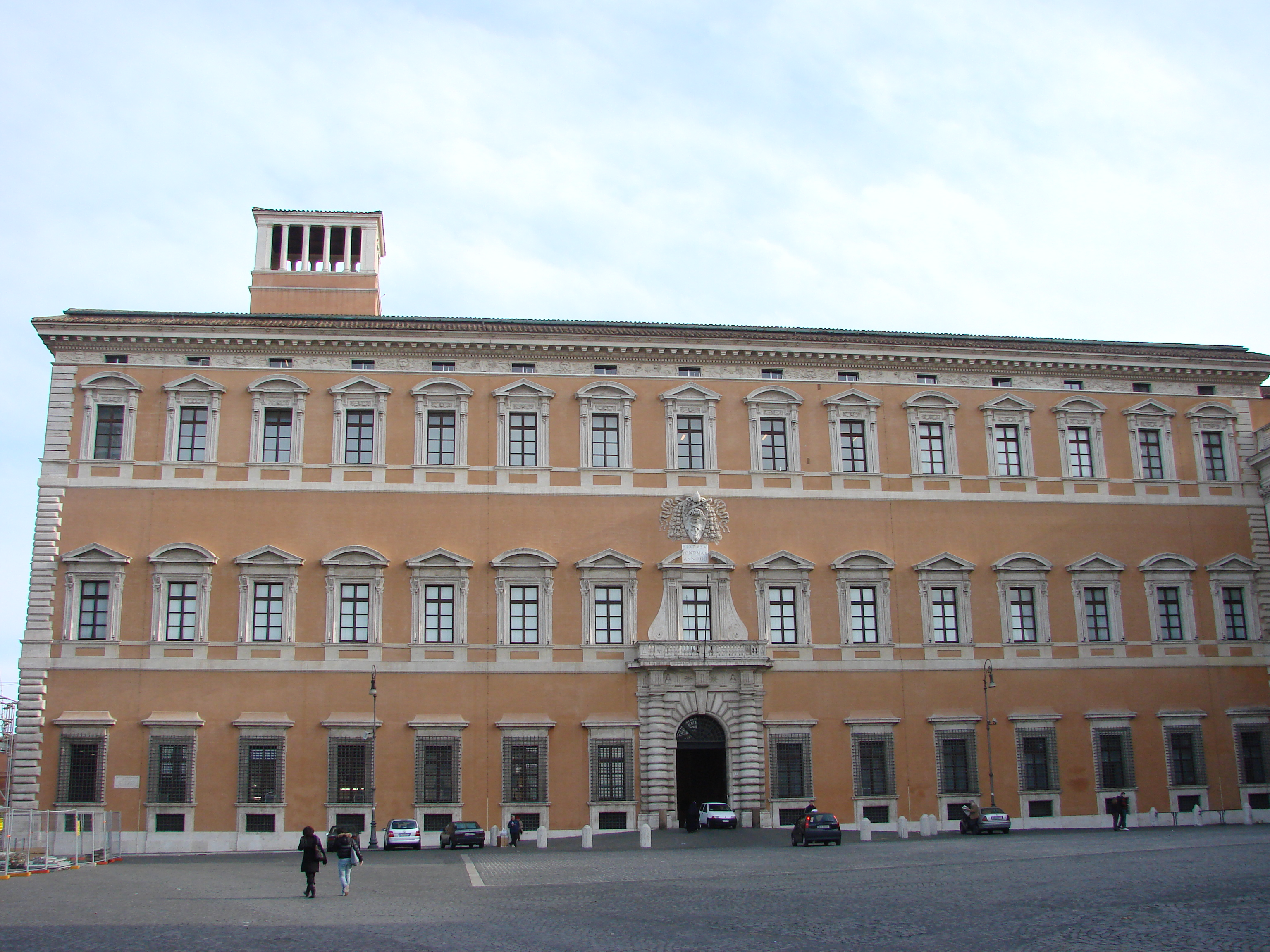
Der Lateranspalast, ehemals Sitz des Museums

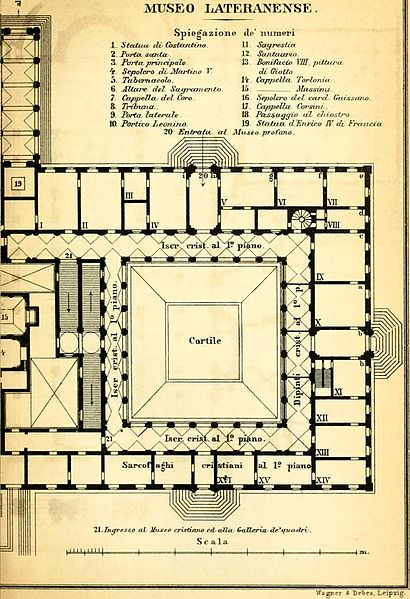
Plan des Museums 1880

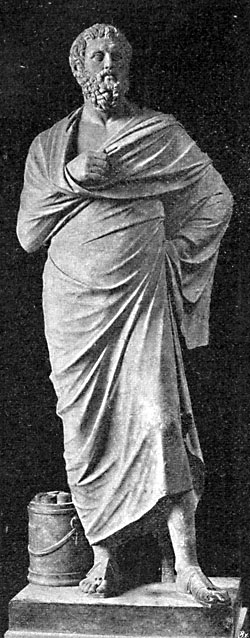
Statue des Sophokles im Lateranmuseum (1905)

Das Lateranmuseum (italienisch Museo Lateranense) war ein von Päpsten begründetes Museum, das im Lateranpalast neben der Kirche San Giovanni in Laterano in Rom von 1844 bis 1970 untergebracht war. Heute sind seine Sammlungen Bestandteil der Vatikanischen Museen.

## Museo Profano Lateranense
Das Museo Lateranense wurde von Papst Gregor XVI. gegründet und am 16. Mai 1844 eröffnet. Dieser Papst war ein hoch gebildeter Intellektueller und ein großzügiger Mäzen, der sehr empfänglich für die künstlerischen Strömungen seines Jahrhunderts war und archäologische Ausgrabungen tatkräftig förderte. Ihm sind auch die Gründungen des Museo Gregoriano Etrusco im Jahr 1837 und des Museo Gregoriano Egizio im Jahr 1839 zu verdanken. Untergebracht war das Museum im Erdgeschoss des von Domenico Fontana 1586 bis 1589 erbauten Lateranpalasts. Im Museo Lateranense waren bedeutende Zeugnisse der antiken Zivilisation versammelt. Es enthielt Statuen, Reliefs und Mosaike, die bei früheren Ausgrabungen unter vatikanischer Leitung in und um Rom zu Tage kamen (vor allem in Cerveteri, Veji und Ostia). Hinzu kamen noch viele Antiken, die man aufgrund des Platzmangels in den Magazinen der vatikanischen Paläste aufbewahrt hatte.
Anstoß zu dieser Museumsgründung war der Fund einer Statue des Sophokles, die 1839 in Terracina südöstlich von Rom ausgegraben und von der Familie Antonelli dem Papst Gregor XVI. geschenkt worden war. Sie zeigt den von den Athenern nach seinem Tod als Helden gefeierten Dramatiker in einer erhabenen Pose in der Blüte seiner Jahre, zeigt das Genie, das schon die Zeitgenossen als Liebling der Götter und liebenswürdigen Menschen verehrt hatten. Die Marmorstatue, ein römisches Werk aus dem 1. Jahrhundert n. Chr., ist wahrscheinlich die Kopie einer Bronzestatue, die der athenische Politiker Lykurgos zusammen mit den Statuen von Aischylos und Euripides 340/330 v. Chr. für das Dionysostheater in Athen in Auftrag gegeben hatte. Die Statue ist 204 cm hoch, die Höhe des Kopfes beträgt 25,5 cm. Um diese Statue von einer weiteren Sophokles-Statue zu unterscheiden, wird sie meist als Statue des Sophokles vom Typus Lateran bezeichnet. Diese Statue gewann große Aufmerksamkeit, nicht nur unter den Archäologen. Viele archäologische Sammlungen besitzen einen Gipsabguss dieser Statue. Kopien wurden in Palästen aufgestellt und öffentliche Gebäude mit der Statue geschmückt. Man findet sie auf dem Konservatorenpalast in Rom ebenso wie auf dem Hotel Caesars Palace in Las Vegas. Sie ist im Wiener Burgtheater auf dem Deckengemälde der Feststiege auf der Volksgartenseite abgebildet, und zwar auf dem Gemälde Antike Theaterszene von Franz Matsch (1861–1942).
Über den Bestand des Museums Gregorianum Lateranense, oder schlechthin Museum Lateranense, wie es im 19. Jahrhundert genannt wurde, hatte zuerst der deutsche Archäologe Heinrich Brunn im Jahr 1844 berichtet. Alle darauf folgenden Beschreibungen waren eher speziellen Ausstellungsstücken gewidmet. Im Jahr 1867 haben die zu diesem Zeitpunkt noch recht jungen deutschen Archäologen Otto Benndorf (1838–1907) und Richard Schöne (1840–1922) die „antiken Bildwerke des Lateranensischen Museums“ nach dem damaligen Stand der archäologischen Forschung umfassend beschrieben und auf 24 Tafel einige Werke auch abgebildet. Sie haben im Vorwort die besondere Bedeutung der Statue des Sophokles bei der Museumsgründung hervorgehoben: „Das lateranensische Museum ist unter den grössern römischen Antikensammlungen die jüngste. Der Plan zu seiner Gründung, welcher von Gregor XVI gefasst und im Jahr 1844 ausgeführt wurde, ging einestheils aus dem Wunsche hervor, der Statue des Sophokles eine angemessene Aufstellung zu geben, anderntheils aus dem Bedürfniss in den überfüllten Räumen des Vaticans und seiner Magazine Platz zu schaffen.“ Bis zum Zeitpunkt des Erscheinens der Monographie von Benndorf und Schöne gab es weder eine gedruckte noch eine handschriftliche Inventarliste über den Bestand des Museums. Insgesamt haben die Autoren 668 Objekte erfasst.
Als im Lateranmuseum noch weitere Museen eröffnet worden waren, erhielt das Museum den Namen Museo Profano Lateranense (Profanes Lateranmuseum) und, nachdem die Sammlung in die Vatikanischen Museen überführt worden war, den Namen Museo Gregoriano Profano ex Lateranense (Profanes Gregorianisches Museum ehemals im Lateran), um auf ihren ersten Ausstellungsort hinzuweisen.

## Museo Pio Cristiano
Schon unter dem Pontifikat von Papst Gregor XVI. wurde der Plan gefasst, im selben Gebäude ein Museum für christliche Altertümer zu errichten. Doch erst 1854 unter Papst Pius IX. wurde das Lateranmuseum um das Museo Pio Cristiano erweitert. Diese Sammlung wurde von den christlichen Archäologen Giuseppe Marchi und Giovanni Battista de Rossi zusammengestellt. Marchi sammelte die Skulpturen der frühchristlichen Zeit, während de Rossi sich um die frühchristlichen Inschriften verdient machte. Eine dritte Abteilung des Museums bestand aus Kopien einiger der wichtigsten Katakombenfresken. Marchi wurde zum Direktor der neuen Institution ernannt.
Der von de Rossi klassifizierte Abschnitt über frühchristliche Epigraphik beginnt mit einer Sammlung von Inschriften aus den ältesten Kirchen, Baptisterien etc. und Symbolen wie Anker, Taube und Monogramm. In einem weiteren Abschnitt befinden sich Denkmäler mit Inschriften. Zu den interessantesten Objekten gehören zwei Fragmente des berühmte Epitaphs des Aberkios, das Papst Leo XIII. 1888 vom türkischen Sultan Abdülhamid II. als Geschenk erhielt, überreicht von dem schottischen Archäologen William Mitchell Ramsay. Außerdem gehörten zu dem Museum die bedeutendste Sammlung von christlichen Sarkophagen aus dem 4. und 5. Jahrhundert, die Statue des Heiligen Hippolyt und eine Statue des Guten Hirten aus dem 3. Jahrhundert. Die Skulpturen wurden erstmals 1890 von dem Christlichen Archäologen Johannes Ficker publiziert.

## Lapidario Ebraico und Museo Missionario-Etnologico
1910 wurde unter dem Pontifikat von Papst Pius X. das Lapidario Ebraico (Hebräisches Lapidarium) gegründet. Diese Abteilung enthielt 137 Inschriften von antiken jüdischen Friedhöfen in Rom, hauptsächlich von der Via Portuense. Das Museo Missionario-Etnologico wurde von Papst Pius XI. im Jahr 1926 mit den Dokumenten und Reliquien gegründet, die 1925 auf der Missionsausstellung in Rom ausgestellt worden waren, und enthielt historische Dokumente von Missionen und Reliquien der Menschen, die in diesen Missionen gearbeitet haben.

## Überführung in die Vatikanischen Museen
Unter dem Pontifikat von Papst Johannes XXIII. wurde 1963 beschlossen, die Sammlungen vom Lateranpalast in den Vatikan zu überführen. Sie wurden 1970 an ihrem neuen Ort, einem Neubau der Vatikanischen Museen, wieder für die Öffentlichkeit zugänglich gemacht. Diese Sammlungen heißen noch immer „ex Lateranense“, um auf ihren früheren Ausstellungsort hinzuweisen. Eine umfassende neue wissenschaftliche Bearbeitung der Objekte des Museo Gregoriano Profano ex Lateranense wird seit den 1980er Jahren von deutschen Archäologen unter Federführung des Forschungsarchivs für antike Plastik der Universität Köln durchgeführt.
Im Lateranpalast befindet sich heute das Museo Storico Vaticano, das der Geschichte der Kirchenstaaten gewidmet ist. Es wurde 1987 hierher verlegt und 1991 eingeweiht.